# 拉赞·扎伊图娜
拉赞·扎伊图娜（英語：Razan Zaitouneh，1977年4月29日—），叙利亚女性人权律师。在2011年叙利亚反政府示威中担任地方协调委员会（LCC）的负责人，她因受到叙利亚阿萨德政府的指控而寻求躲避，而她丈夫则遭到逮捕。2011年10月27日，她获得了2011年萨哈罗夫奖。之前她曾被「联络战争中的女性」（Reach All Women in War）组织授予安娜·波利特科夫斯卡娅奖。扎伊圖娜於2013年12月9日被綁架（最有可能是被伊斯蘭軍綁架）。截至2018年8月，她的命運仍然未知。她已被懷疑遭殺害了。